# 荒井涼
荒井 涼（あらい りょう、1996年8月30日 - ）は、日本の俳優である。愛知県名古屋市出身、埼玉県育ち。

## 人物
2007年TBSにて放送された「パパとムスメの7日間」というドラマを見て、俳優業に興味を持つ。当時はサッカーに打ち込んでいたため足を踏み出すことはなかったが、就職してから自分のやりたい事が俳優だと気付き退職。俳優として本格的に活動を始める。
小学校からサッカーを始め、高校3年まで約10年間サッカーに励んだ。浦和学院高等学校ではサッカー部に所属し、元サッカー日本代表の森山泰行監督の第1期生でもある。
大学で日本協会公認スポーツ指導者の資格を獲得。
趣味は、サッカー、ダンス、ギター、ディズニーパークに行く事。小説や脚本など制作の作業も好んで行なっている。
特技は、サッカー、水泳、殺陣。
好きなアーティストは、SMAP、木村拓哉、新しい地図、NEWS、SixTONES、清水美依紗、Mr.Children。
マイペースでのんびりした性格。

## 出演

### テレビドラマ
- 99.9-刑事専門弁護士- - （2016年4月、TBS） - 裁判員役[3]
- コールドケース～真実の扉～（2016年10月、WOWOW） - 学生役
- 理想のオトコ（2021年4月、BSテレビ東京） - カップル役
- りだつ（2021年10月4日、テレビ埼玉） - 木崎海斗役
- ナンバMG5（2022年4月、フジテレビ） - カップル役
- 明日私は誰かの彼女（2022年4月、TBS） - ホスト役
- オールドルーキー（2022年6月、TBS） - サッカー日本代表 田所選手役[4]
- パパとムスメの7日間（2022年9月、TBS） - 山農高校サッカー部役[5]
- 富津接続殺人事件（2022年10月、チバテレビ） - 小林亮役[6]
- クロサギ　(2202年10月、TBS) - 搬送業者役
- バンカケ 警視庁自動車警ら隊　(2023年3月、テレビ東京) - カップル役
- エンジェルフライト　(2023年4月、AmazonPrime) - 警察官　リー役
- あなたがしてくれなくても　(2023年4月、フジテレビ) 旅館のフロント役
- 女王の法医学～屍活師～3 (2023年7月、テレビ東京) 解剖死体役
- トリリオンゲーム (2023年7月、TBS) 福元 役
- 何曜日に生まれたの (2023年8月、テレビ朝日) レギュラーサッカー部員役

### 映画
- 文禄三年三月八日（2021年10月） - 木下ミゲル役[7]
- 心の詩～扉の向こうに～（2022年4月） - 須賀道夫役
- キングダム2遥かなる大地へ（2022年9月） - 信軍兵士役
- 火面～嘉吉の箭弓一揆～（2022年10月） - 遠山役[8]

### CM
- ピーアークホールディングス（2016年）
- アサヒビール アサヒスーパードライ（2016年）
- 花王 ケープ3D（2016年2月）
- MECHAKARI 新しい服ぐらいで、人生はまぶしい編（2016年3月）
- 大塚製薬 SOYJOYクリスピー（2016年4月）
- 森永製菓 ウイダーinゼリー（2017年3月）

### Web
- みずほ銀行 Pepper the movie「404」（2016年）
- TBS INNOVATION LAND ブランドムービー002（2022年10月）[9]

### MV
- GLAY「空が青空であるために」（2016年1月）
- カスタマイZ「COOLEST」（2016年4月）